# Зарудне
Зарудне (до 2024 року — Василівка) —  село в Україні, в Сумській області, Роменському районі. Населення становить 623 особи. Входить до складу Андріяшівської сільської громади До 2017 орган місцевого самоврядування - Василівська сільська рада.

## Географія
Село Зарудне розташоване на березі струмка без назви, який через 1 км впадає у річку Артополот.
На відстані 1 км розташоване село Братське, за  1,5 км — село Андріївка.

## Історія
У 1928 р. об’єднанням хуторів Зарудний та Герасимівка утворено село Василівка, назване на честь Яременка Василя Яковича (?-1919) ‒ особи, пов’язаної зі встановленням радянської влади на території України (уродженець хутора Зарудного, голова комітету бідноти хутора Зарудного у 1919 році).
19 вересня 2024 року Верховна Рада підтримала перейменування села Василівка на Зарудне в рамках деколонізації. 26 вересня 2024 року перейменування набуло чинності.

## Населення

### Мова
Розподіл населення за рідною мовою за даними :
| Мова            | Кількість | Відсоток |
| --------------- | --------- | -------- |
| українська      | 592       | 95.02%   |
| російська       | 12        | 1.93%    |
| румунська       | 9         | 1.44%    |
| білоруська      | 4         | 0.64%    |
| інші/не вказали | 6         | 0.97%    |
| Усього          | 623       | 100%     |

## Економіка
- Молочно-товарна та свино-товарна ферми, машино-тракторні майстерні.
- «Урожай», фермерське господарство.
- СФГ ім. С. І. Кривозуб.
- СФГ "Золотницьке"

## Пам'ятники
- Поховання 14 радянських воїнів, що загинули визволяючи село.
- Меморіальний комплекс односельчанам, що загинули в роки війни 1941-1945 років.

## Соціальна сфера
- Школа I-II ст., Будинок культури, ФАП, Бібліотека, Святомиколаївська церква київського патріархату.